# Комуникатор техник
Комуникатор-техник е роля във връзките с обществеността, която повечето ПР практици изпълняват в началото на своята професия. При осъществяването на задълженията на този пост се изискват предимно журналистически и комуникативни умения.
Комуникаторите – техници биват наемани да пишат и редактират бюлетини за служителите, подготвят съобщения за медиите, статии на специални теми, да разработват съдържанието на уебсайтовете и най-вече да работят с медиите. Докато изпълняват тази си роля, практиците не участват в срещите, на които мениджмънтът определя проблемите и начините за тяхното разрешаване. Въпреки че не присъстват на дискусиите и при вземането на решения за нова политика например, те трябва да обясняват на служителите и на медиите.
Практиците не само започват работата си с тази роля, но и прекарват по-голямата си част от времето си, работейки върху технически аспекти на комуникацията. Ограничени в тази си роля, практиците обикновено нямат значителен принос в процеса на вземане на решения и в процеса на стратегическо планиране.